# 亲从子名制
亲从子名制（英語：Teknonymy），又称从儿称谓，指用一个人与其子女的关系来对其进行称呼的做法或现象，在全世界的多种不同文化中都有存在。一词最早由英国人类学家爱德华·伯内特·泰勒于1889年创造，是由表示儿童的希腊语和表示名字的希腊语组合而成。